# Quận Nam, Đài Trung

Vị trí quận Nam tại Đài Trung

Quận Nam (tiếng Trung: 南區; bính âm: Nán Qū, Hán Việt: Nam khu) là một khu (quận) của thành phố Đài Trung, Trung Hoa Dân Quốc (Đài Loan). Quận có diện tích 6,8101 km², dân số tháng 8 năm 2011 là 114.641 người, mật độ đạt 16834 người/km².